# Ramo (Rapper)
Ramo (* 1993 in Offenbach; bürgerlich Omar Fachat) ist ein deutscher Rapper mit marokkanischen Wurzeln.

## Leben
Er wuchs in Offenbach am Main auf. Seine Familie stammt aus der Provinz Berkane in Marokko. Erste Bekanntheit erlangte Ramo 2017 mit seiner ersten Single Meine Stadt schläft nie, die er zusammen mit seinem Jugendfreund und Rapper Hemso, herausbrachte. Das Musikvideo dazu wurde als Teil der Projektreihe Von der Strasse in die Charts, welche jungen Künstlern eine Plattform bieten soll, auf dem YouTube-Kanal von Celo & Abdis Label 385idéal veröffentlicht.
2019 unterschrieb er bei Massivs neu gegründeten Label Qualität'er Music als erstes Signing. Im Februar erschien seine erste Single Sag mir wie.
Ramo wurde von Anfang an aufgrund seines Flows, seiner Stimme und Aussprache oft mit dem ebenfalls aus Offenbach stammenden Rapper Haftbefehl im positiven Sinne verglichen. Zudem bekam er vor allem in seinem ersten Jahr bei Qualität'er Music viel Lob, unter anderem auch von Rapgrößen wie Bushido und Sido. Bonez MC bezeichnete ihn gar als den besten Newcomer der letzten Jahre.
Im April 2020 erschien sein erstes Mixtape Digital Kokain, das 18 Tracks beinhaltet. Sechs Lieder davon wurden bereits zuvor als Single ausgekoppelt. Mit Alles zu viel, der vierten Singleauskopplung von Nimos Mixtape Steinbock, erreichte Ramo einen Monat später erstmals die deutschen Singlecharts. Ende Juli veröffentlichte Azad, die Single Azzazzin, auf dem Ramo vertreten ist. Am 16. März 2021 erschien Ramos Debütalbum Vergossenes Blut trocknet nie.

## Diskografie

### Studioalben
- 2021: Vergossenes Blut trocknet nie

### Mixtapes
- 2020: Digital Kokain

### Singles
- 2017: Meine Stadt schläft nie (mit Hemso)
- 2018: Money (mit Hemso)
- 2019: Sag mir wie
- 2019: Silberzahn
- 2019: PSHT (mit Massiv)
- 2019: Nicht registriert
- 2019: Stiche in dein Herz (mit Massiv)
- 2019: Der Moment (mit Marlo)
- 2019: Nie mehr (mit Marlo)
- 2019: Vor der Tür
- 2019: Badboy (mit Marlo)
- 2019: Eiskalt
- 2019: International (mit Marlo)
- 2019: Chicago
- 2019: California Dream
- 2019: Hunger & Frust (mit Massiv)
- 2019: Kilos auf den Ozean
- 2019: Schmuck mit Krone
- 2019: Massari (mit Marlo)
- 2019: Blue Magic
- 2019: Salam Aleikum (mit Massiv)
- 2019: Rolls Royce Phantom
- 2020: Vollgas (mit Kilomatik & Marlo)
- 2020: Wo bist du (mit Hemso)
- 2020: Wie ein Präsident (mit Brado)
- 2020: Kokain & Dollars (mit Hemso)
- 2020: T-Max (mit Casar)
- 2020: Qualität (mit Kilomatik)
- 2020: Puff Daddy (mit Kilomatik)
- 2020: Regentropfen
- 2020: Keine Gegner (mit Dahab & Kilomatik)
- 2020: Alles zu viel (mit Nimo)
- 2020: Laternen am Block (mit Dahab)
- 2020: Azzazzin (mit Azad)
- 2020: Intro
- 2020: Frank Lucas (feat. Joker Bra)
- 2020: Louis & Dior
- 2020: Gangsterrapikone
- 2020: Kaktus (feat. Bonez MC)
- 2021: Blut (Promo-Single; Mois & Maestro feat. Massiv, Manuellsen, Sarhad, Azzi Memo, Pietro Lombardi, Ramo, Fard, Mert, Z, King Khalil, Sinan-G & KAY AY; #8 der deutschen Single-Trend-Charts am 2. April 2021[12])
- 2022: W2FFM (feat. Celo & Abdi)
- 2022: Dicka was (feat. Gzuz; #10 der deutschen Single-Trend-Charts am 7. Oktober 2022[13])
- 2023: 9PM (feat. Pajel; #17 der deutschen Single-Trend-Charts am 13. Oktober 2023[14])